# Stanley Motor Carriage Company

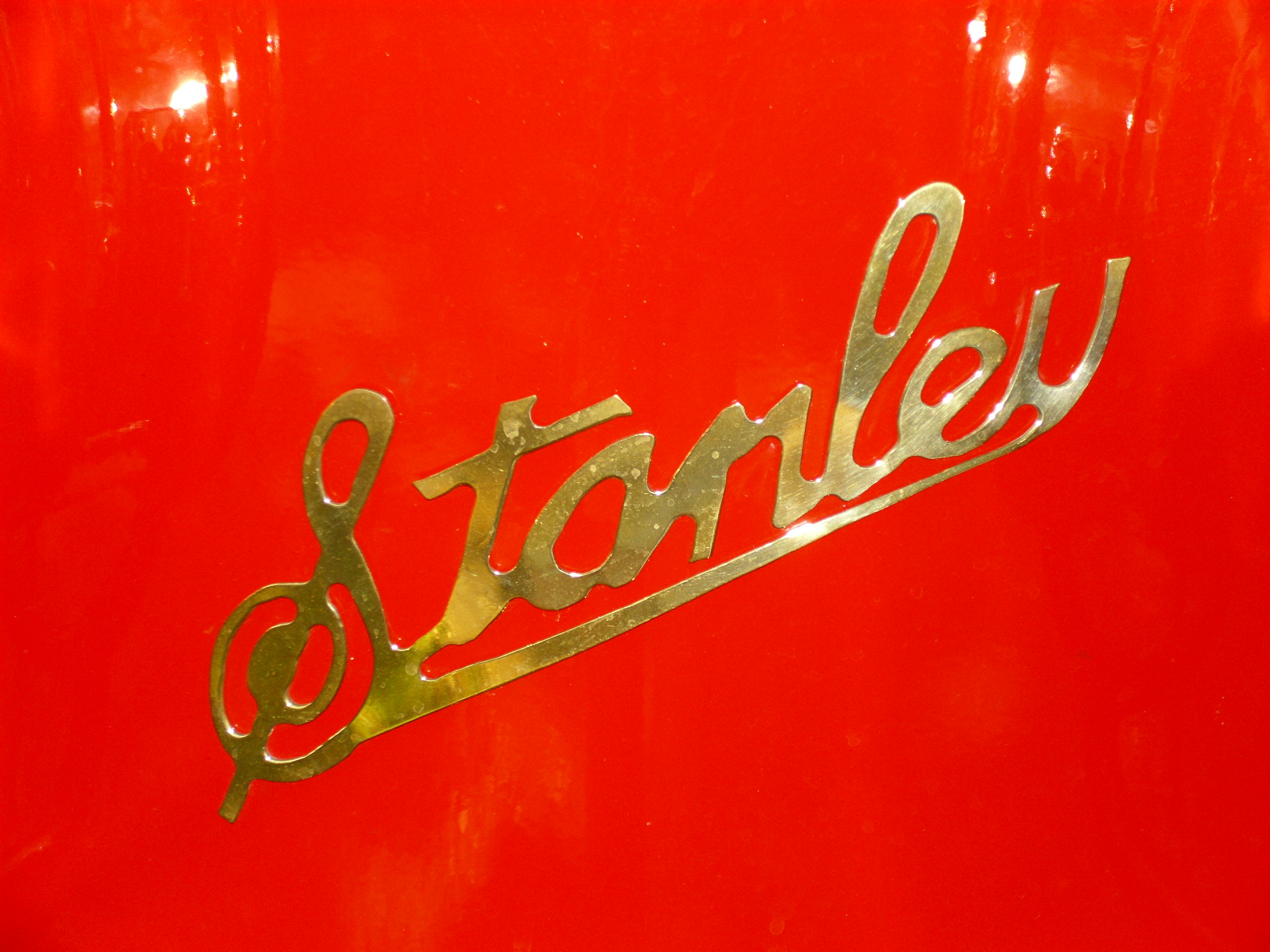
Emblem

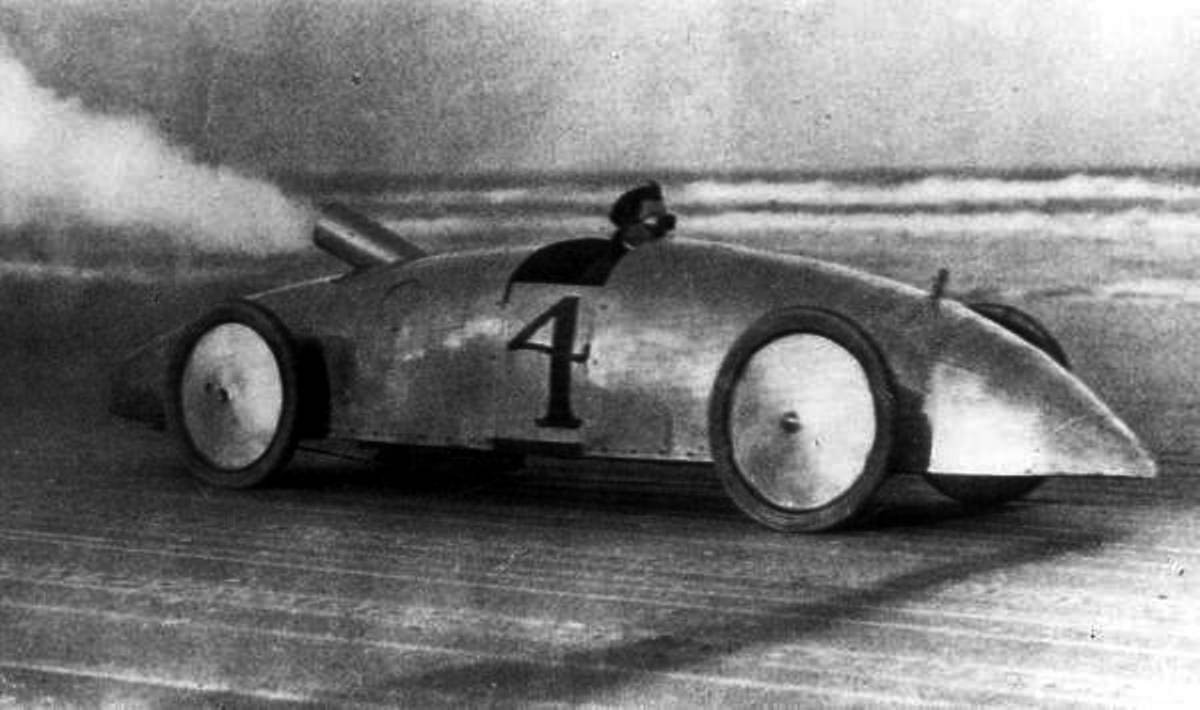
Ein Stanley Steamer, der 1903 eine Rekordmeile fuhr, am Strand von Daytona Beach

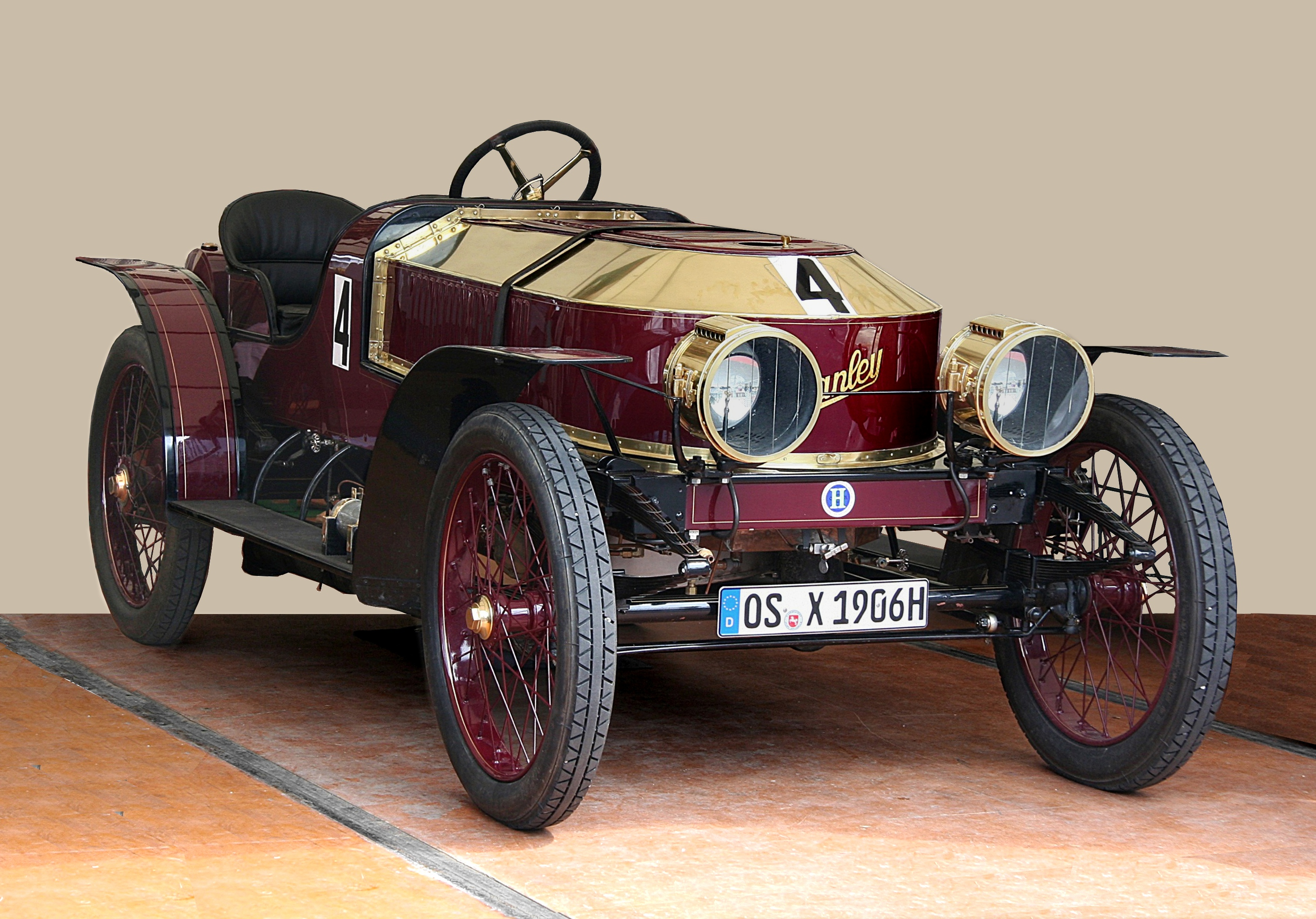
Stanley Gentleman’s Speedy Runabout, 1906

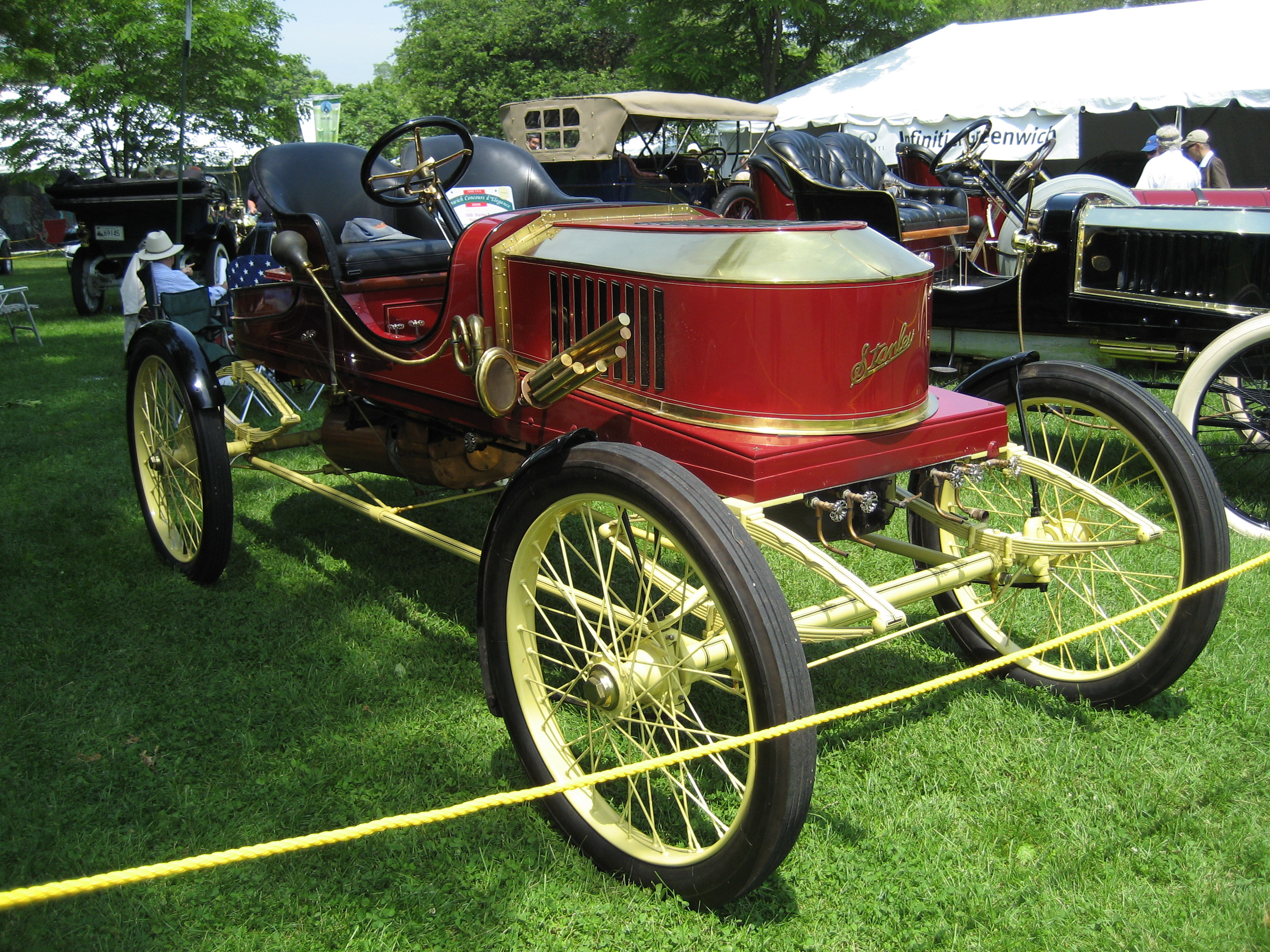
Ein Stanley K Raceabout von 1908

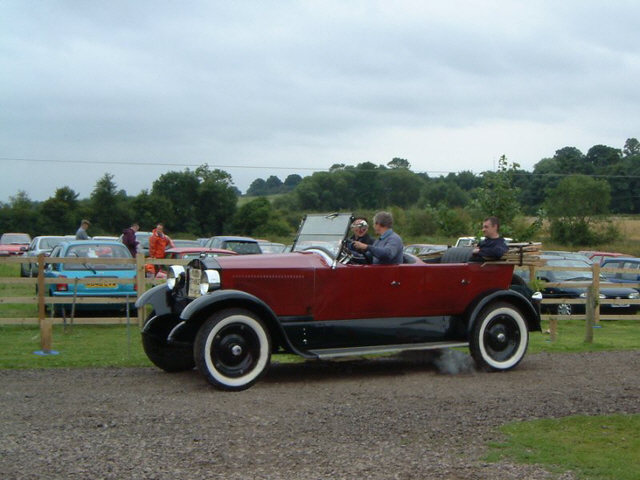
Stanley Dampfwagen von 1923

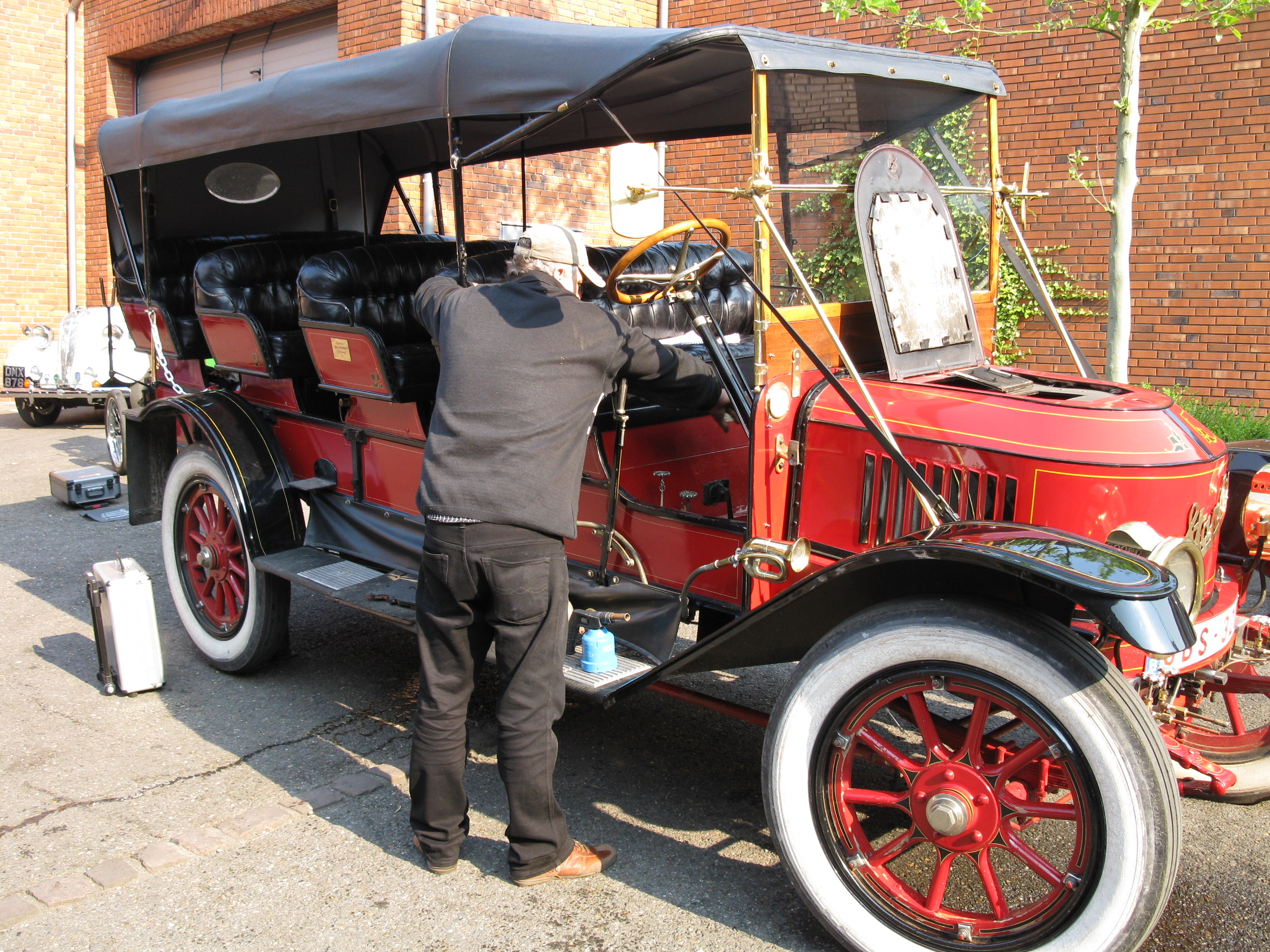
Stanley Dampfbus

Stanley Motor Carriage Company war ein US-amerikanischer Automobilhersteller, der Dampfwagen produzierte. Der Sitz war in Newton in Massachusetts. Die Produktion lief von 1897 bis 1924.

## Firmengründung, Aufstieg und Untergang
Im Jahr 1897 stellten die Zwillingsbrüder Francis Edgar Stanley und Freelan O. Stanley ihr erstes dampfgetriebenes Automobil her; 1902 gründeten sie die Firma Stanley Motor Carriage Company, um die Fahrzeugherstellung aufzunehmen. Die dampfgetriebenen Stanley Steamer wurden kontinuierlich weiterentwickelt. Die White Motor Company war als Dampfwagenhersteller ein wichtiger Konkurrent. Die Konkurrenz durch den Verbrennungsmotor wurde immer größer. 1917 verkauften die Brüder ihre Anteile an Prescott Warren. Bis dahin wurden rund 500 Stanley Steamer gebaut. Unter dem neuen Eigentümer gab es keine bedeutende technische Weiterentwicklung. 1924 übernahm die Steam Vehicle Corporation of America das Unternehmen und setzte die Produktion unter dem eigenen Markennamen SV fort.
Im Ersten Weltkrieg halfen Experten der Stanley Motor Carriage Company beim Prototyp des Steam Tank.

## Rekorde
Der Stanley Rocket Steamer, gefahren von Fred Marriott, erreichte als erstes Automobil eine Geschwindigkeit über 200 km/h. 1906 stellte Fred Marriott in Daytona Beach mit dem Model „Stanley Rocket“ mit  195,6 km/h einen Geschwindigkeitsweltrekord für Automobile mit Dampfantrieb  auf, der 103 Jahre Bestand hatte. Auch der Rekord für die schnellste Meile in dieser Kategorie gehört mit 28,2 Sekunden einem Stanley Steamer.

## Technische Merkmale
Der Dampf wurde in einem vertikal angeordneten Kessel erzeugt, der hinter den Sitzen befestigt und mit Petroleum beheizt war. Die Konstrukteure legten großen Wert auf die Sicherheit der Dampferzeugung. Der Kessel zur Dampferzeugung wurde später nach vorne gesetzt. Um die Reichweite zu erhöhen, wurden Kondensatoren zur Speisewasserrückgewinnung eingesetzt. Eine doppeltwirkende Zweizylinder-Dampfmaschine trieb über eine Kette und ein Differentialgetriebe die Hinterräder an.

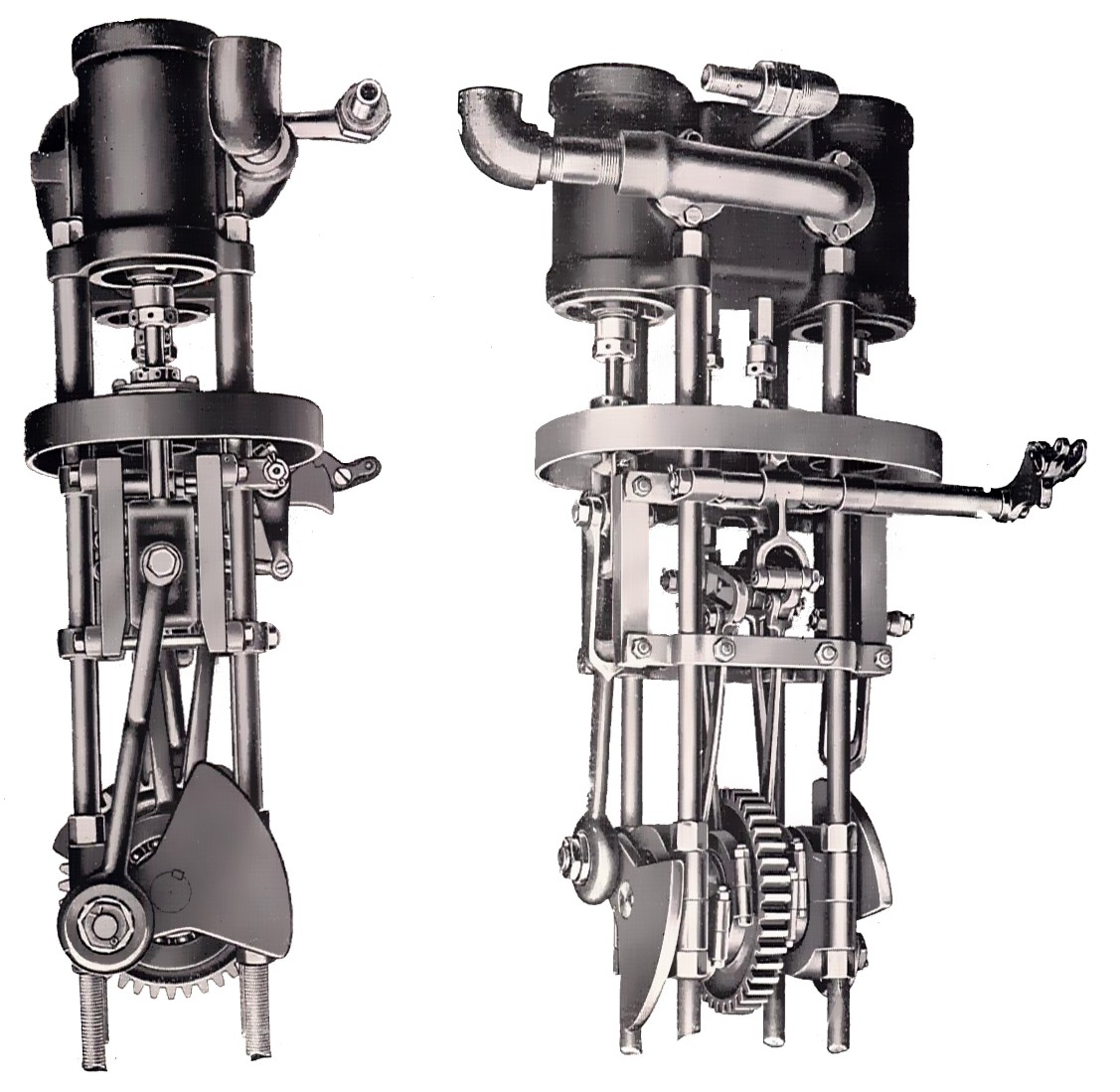
Zeichnung Stanley-Dampfmaschine
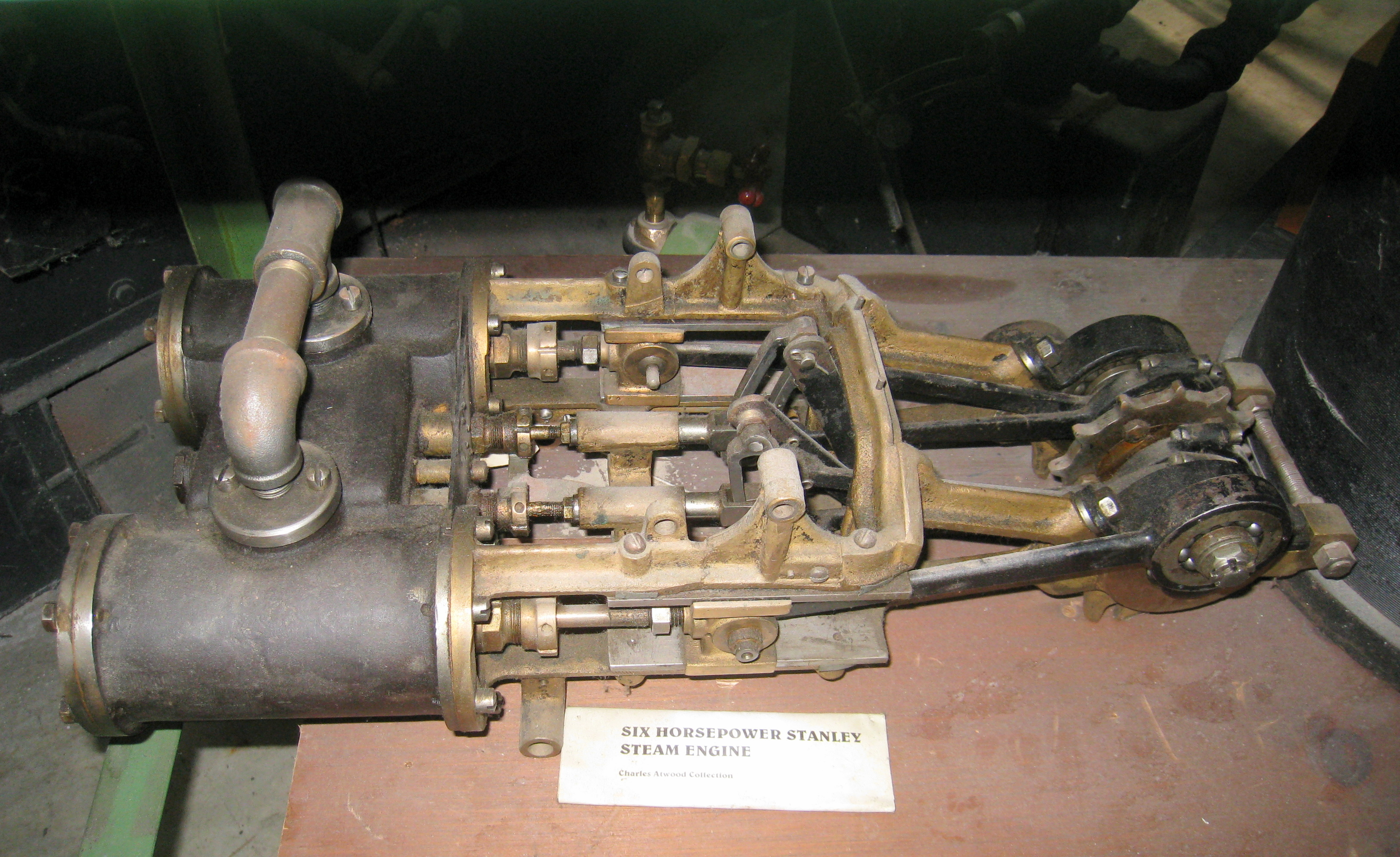
Stanley-Dampfmaschine mit 6 hp
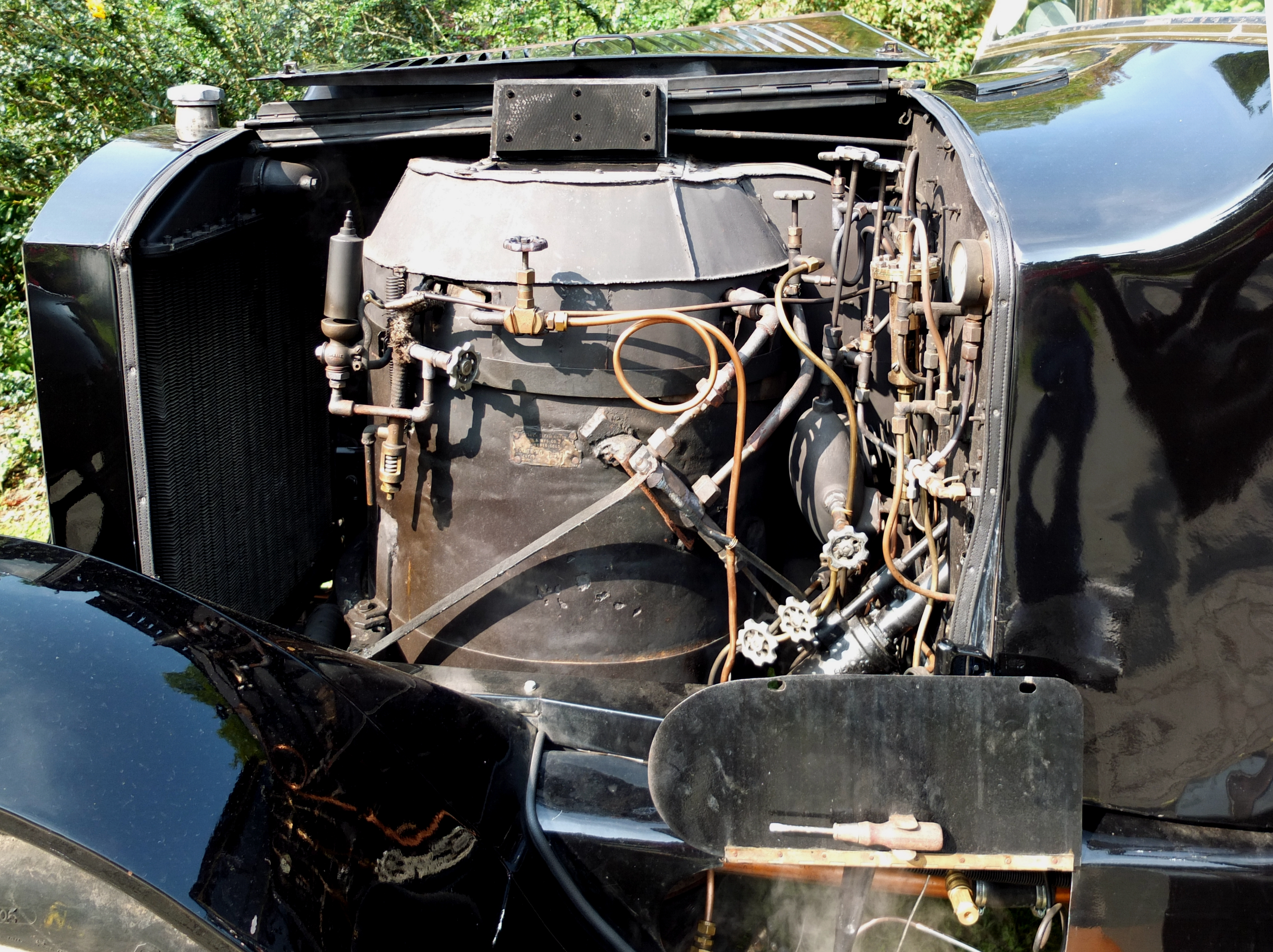
Kessel eines Stanley Steamers von 1919
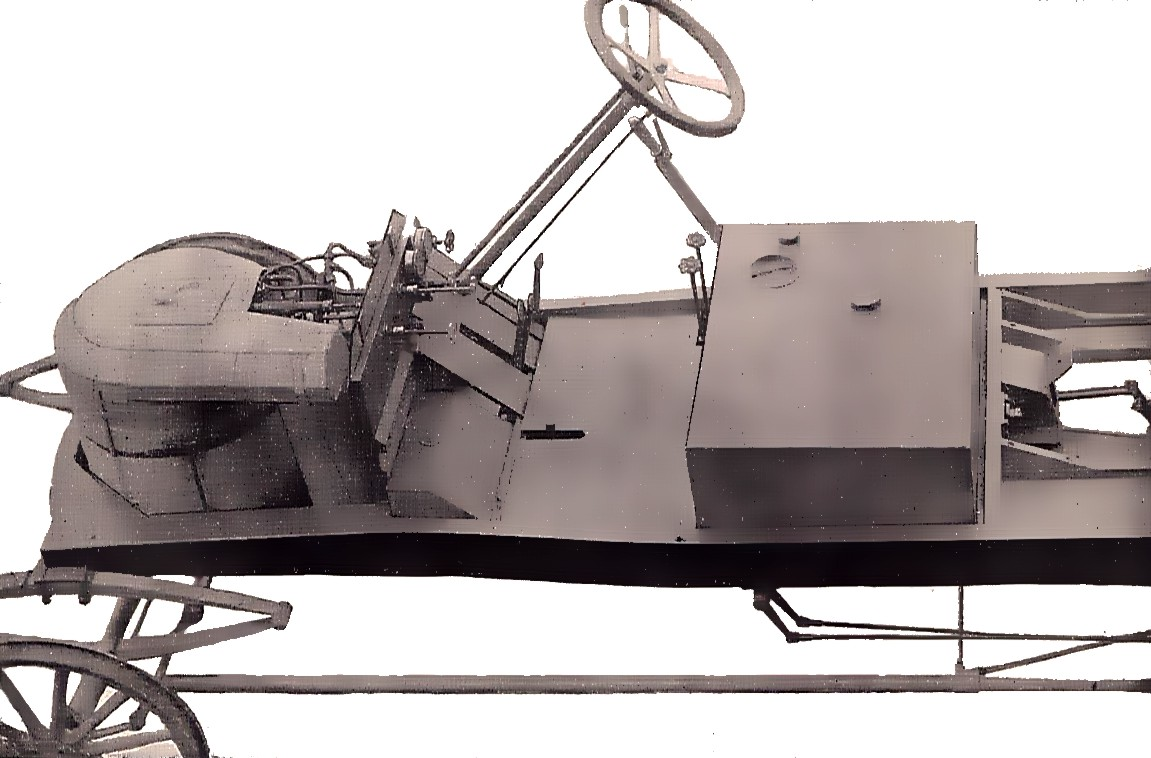
Technischer Aufbau mit Chassis

## Produktionszahlen
Insgesamt entstanden über 10.000 Fahrzeuge.
| Jahr  | Produktionszahl |
| ----- | --------------- |
| 1901  | 80              |
| 1902  | 170             |
| 1903  | 300             |
| 1904  | 550             |
| 1905  | 610             |
| 1906  | 640             |
| 1907  | 775             |
| 1908  | 784             |
| 1909  | 613             |
| 1910  | 670             |
| 1911  | 535             |
| 1912  | 566             |
| 1913  | 475             |
| 1914  | 527             |
| 1915  | 403             |
| 1916  | 353             |
| 1917  | 519             |
| 1918  | 498             |
| 1919  | 499             |
| 1920  | 255             |
| 1921  | 310             |
| 1922  | 465             |
| 1923  | 181             |
| 1924  | 102             |
| Summe | 10.880          |

## Sonstiges
Der US-amerikanische Fernsehmoderator Jay Leno sammelt Oldtimer und besitzt auch einen Stanley Steamer. Der Wagen zählt nach seinen Aussagen zu seinen Lieblingsstücken, obwohl er angeblich Wasser verliert.